# Mihai-Apostol Enăchescu
Mihai-Apostol Enăchescu (n. 24 iulie 1955) este un fost deputat român în legislatura 1990-1992, ales în județul Alba pe listele partidului FSN. Mihai-Apostol Enăchescu a fost membru în grupurile parlamentare de prietenie cu Republica Portugheză, Republica Coreea, Franța și Australia. 